# Monotaxis grandoculis
Pour les articles homonymes, voir Bossu (homonymie).
Espèce
L'Empereur gros yeux (Monotaxis grandoculis), également appelé Empereur bossu, est une espèce de poissons marins appartenant à la famille des Lethrinidae.

## Description et caractéristiques
Cette espèce peut mesurer jusqu'à 60 cm, mais n'excède généralement pas les 40 cm.

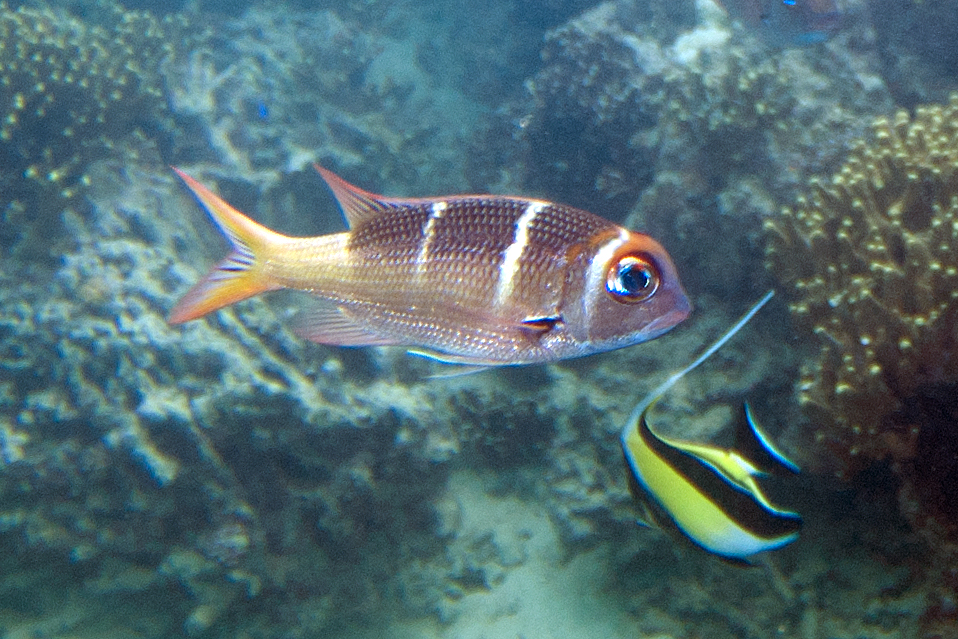
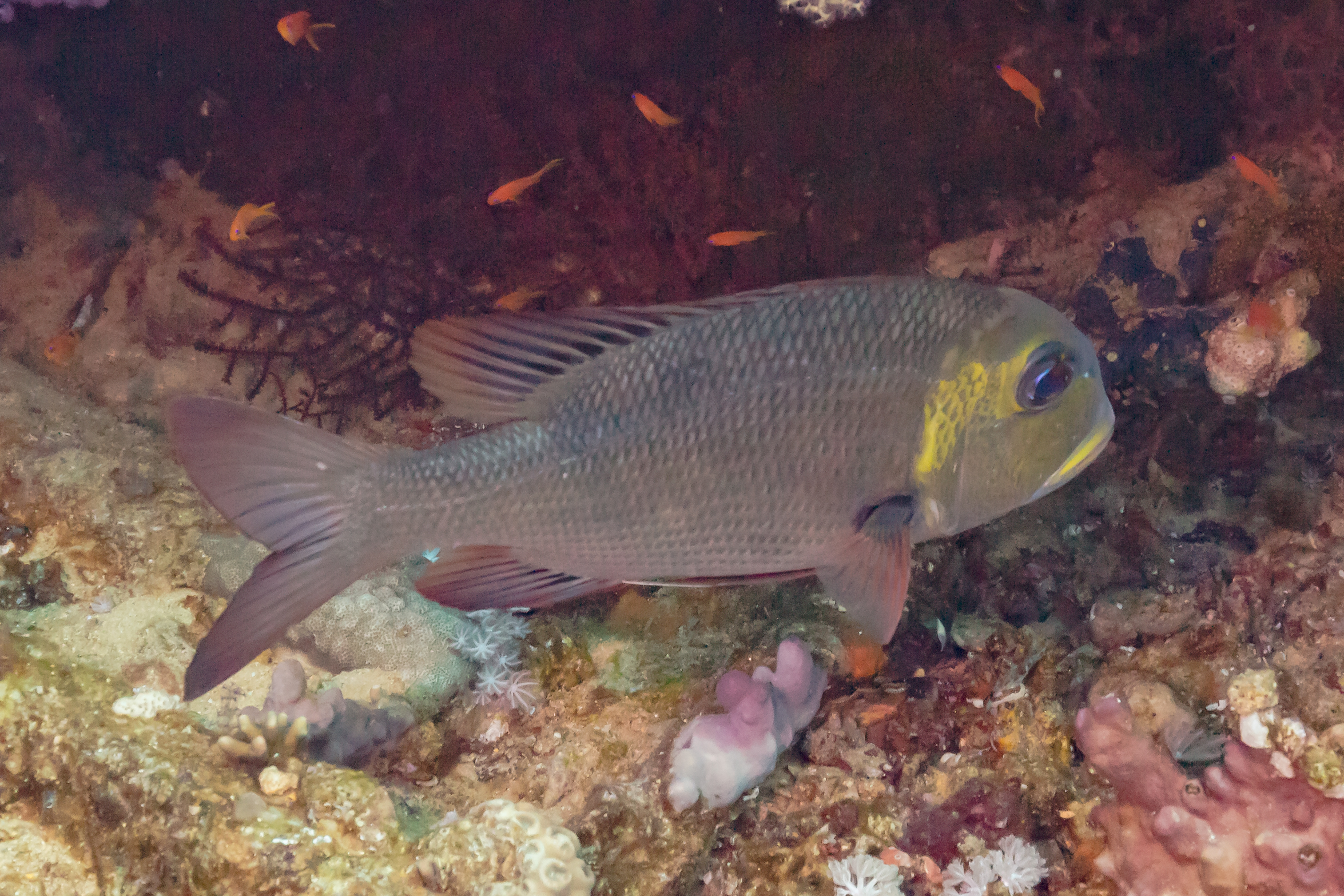
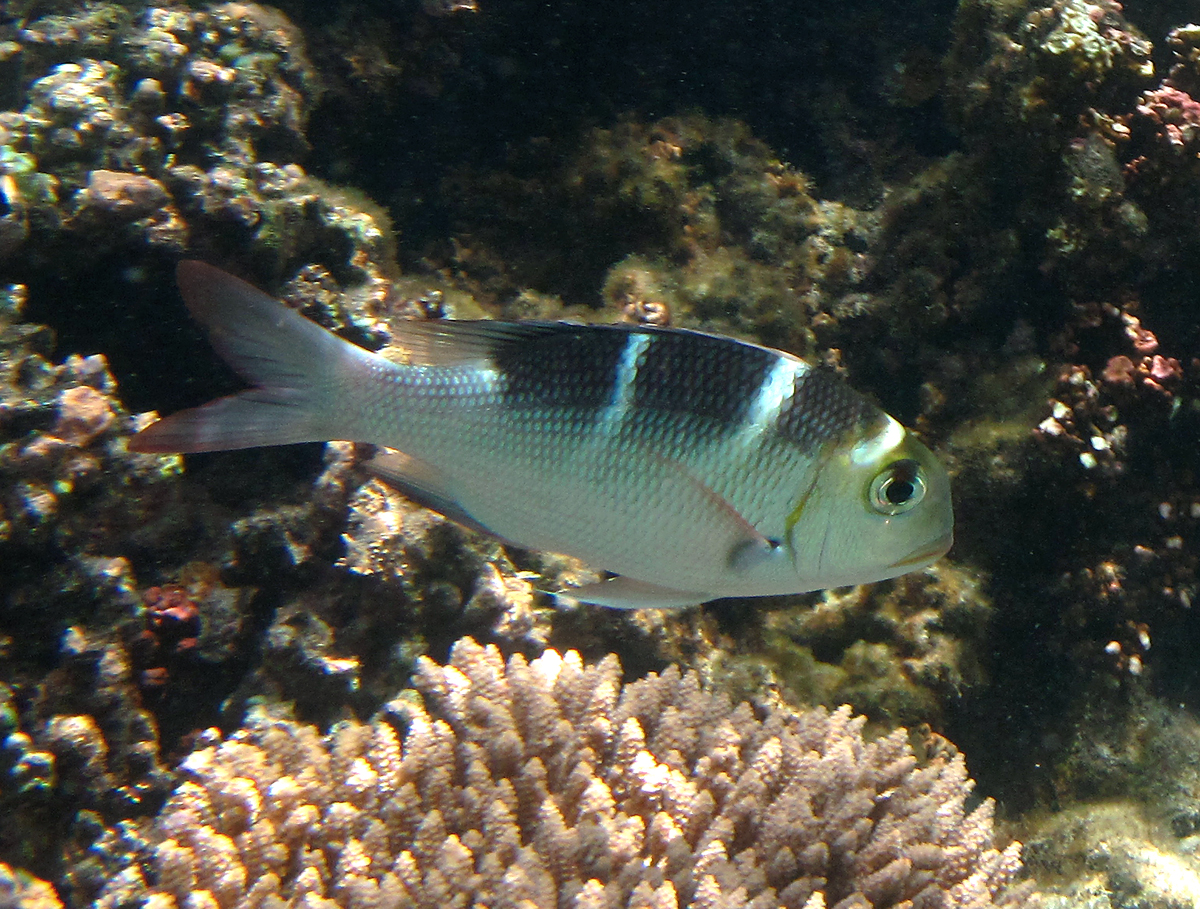
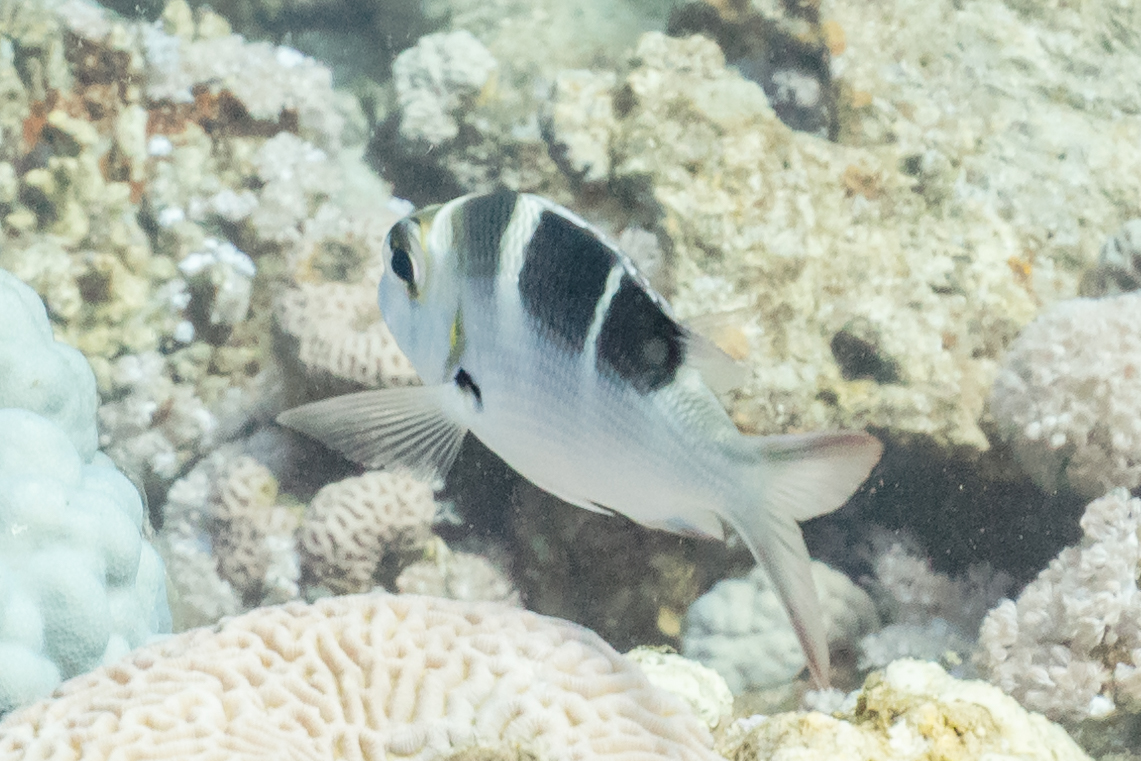

## Habitat et répartition
Il vit près des récifs de corail, à une profondeur pouvant aller de 1 à 100 m, mais qui se situe généralement entre 5 et 30 m.